# Epic Games
Epic Games (ook bekend als Epic en voorheen als Epic MegaGames) is een Amerikaanse ontwikkelaar van computerspellen in Cary, North Carolina. Het bedrijf staat bekend om de Unreal-serie, de Unreal Tournament-serie, Gears of War, Fortnite en de veel gebruikte game-engine, de Unreal Engine. Het bedrijf is voor 40% eigendom van het Chinese bedrijf Tencent Games.

## Geschiedenis
Het bedrijf werd in 1991 opgericht als Potomac Computer Systems door Tim Sweeney en Mark Rein. In hetzelfde jaar werd het spel ZZT uitgebracht. In deze periode raakte het bedrijf bekend als Epic MegaGames. Het bedrijf groeide door het uitbrengen van sharewarespellen, waaronder Epic Pinball, Jill of the Jungle, Jazz Jackrabbit, Xargon en One Must Fall: 2097. In deze periode bracht Epic ook spellen van andere ontwikkelaars uit, zoals spellen van Safari Software en XLand. In 1997 werd Safari Software geheel gekocht door Epic. De spellen die Epic voor 1998 heeft uitgebracht behoren tot de Epic Classics.
In 1998 bracht Epic MegaGames de 3D first-person shooter Unreal uit, het begin van een serie Unreal-spellen. Het bedrijf begon ook de onderliggende technologie, de Unreal Engine, onder een licentie ter beschikking te stellen aan andere ontwikkelaars van computerspellen. In 1999 veranderde het bedrijf de naam naar de huidige naam, Epic Games, en verhuisde ook al zijn activiteiten naar Cary, North Carolina. Het bedrijf heeft ook Unreal Tournament uitgebracht dat vele prijzen heeft gewonnen. Na Unreal Tournament 2003 en Unreal Tournament 2004 heeft het bedrijf in november 2007 de opvolger Unreal Tournament 3 uitgebracht voor de pc en in december 2007 voor de PlayStation 3. In juli 2008 volgde de versie voor de Xbox 360. Het bedrijf heeft ook het spel Gears of War voor de Xbox 360 uitgebracht. Dit spel is ook uitgebracht voor Windows en Mac OS X.

## Unreal Engine
Het eerste spel dat gebruikmaakte van de Unreal Engine was Unreal. Sindsdien heeft Epic verscheidene versies van de engine ontwikkeld die voor veel computerspellen gebruikt zijn. De engine is geschreven in C++. De huidige versie is Unreal Engine 5. Oudere versies van Unreal Engine maken gebruik van een scripttaal, UnrealScript, waarin scripts geschreven kunnen worden voor veel aspecten van het spel. Sinds Unreal Engine 4 wordt alleen C++ en een door Epic geïntroduceerde visuele scripttaal genaamd Blueprints nog gebruikt om scripts te schrijven.
Kort na de eerste release van UE4 in 2014 kwam Epic met het nieuws naar buiten zijn licentievoorwaarden te wijzigen voor zijn nieuwe game-engine, waardoor deze veel toegankelijker werd voor een bredere groep ontwikkelaars. Waar voorheen voor een UE3-licentie nog grof geld betaald moest worden, kunnen ook indie-ontwikkelaars nu kwalitatief hoogwaardige spellen ontwikkelen en uitgeven.
Deels vindt Epic dat iedereen de kans moet krijgen om de technologie van de game-engine te benutten, maar Epic is ook gaan nadenken over welk verdienmodel toe te passen toen het nieuws naar buiten kwam dat de grootste concurrent op 3D-game-engine-gebied, Unity, met belangrijke licentiewijzigingen ten faveure van indie-ontwikkelaars kwam.

## Spellen van Epic Games
Hieronder volgt een (onvolledige) lijst van spellen ontwikkeld door Epic Games:
- Brix
- Castle of the Winds
- Epic Pinball
- Fortnite
- Gears of War
- Gears of War 2
- Gears of War 3
- Jazz Jackrabbit
- Jazz Jackrabbit 2
- Jill of the Jungle
- Ken's Labyrinth
- One Must Fall: 2097
- Satisfactory 2018
- Seek & Destroy
- Slime Rancher
- Unreal
- Unreal II: The Awakening
- Unreal Championship 2: The Liandri Conflict
- Unreal Tournament
- Unreal Tournament 2003
- Unreal Tournament 2004
- Unreal Tournament 3
- Unreal Tournament 2017

## Conflict met Apple
In 2021 raakte Epic Games in conflict met Apple, omdat betalingen van games uit de App Store verplicht via Apple Pay moesten verlopen, met een 30% commissie voor Apple. Epic Games kreeg op 10 september gelijk in een Amerikaanse rechtbank over de verplichte betaling via Apple Pay, maar ging in beroep omdat haar eis tegen Apple wegens “misbruik van monopolie” niet was gehonoreerd.